# Pacific Tri Nations
El Tres Naciones del Pacífico fue un torneo de selecciones de rugby que se realizó en Oceanía desde 1982 hasta el 2005, año en que fue reemplazado por el actual Pacific Nations Cup.

## Participantes
- Selección de rugby de Fiyi (Flying Fijians)
- Selección de rugby de Samoa (Manu Samoa)
- Selección de rugby de Tonga (ʻIkale Tahi)

## Campeonatos
| Edición | Año  | Campeón          | 2° puesto | 3° puesto |
| ------- | ---- | ---------------- | --------- | --------- |
| I       | 1982 | Samoa            | Fiyi      | Tonga     |
| II      | 1983 | Samoa Fiyi Tonga |           |           |
| III     | 1984 | Samoa Fiyi Tonga |           |           |
| IV      | 1985 | Samoa Fiyi Tonga |           |           |
| V       | 1986 | Tonga            | Fiyi      | Samoa     |
| VI      | 1987 | Fiyi             | Samoa     | Tonga     |
| VII     | 1988 | Samoa Fiyi       | Tonga     |           |
| VIII    | 1990 | Samoa            | Tonga     | Fiyi      |
| IX      | 1991 | Samoa            | Fiyi      | Tonga     |
| X       | 1992 | Samoa            | Tonga     | Fiyi      |
| XI      | 1993 | Samoa            | Tonga     | Fiyi      |
| XII     | 1994 | Samoa Fiyi Tonga |           |           |
| XIII    | 1995 | Samoa Fiyi Tonga |           |           |
| XIV     | 1996 | Samoa Fiyi Tonga |           |           |
| XV      | 1997 | Samoa            | Fiyi      | Tonga     |
| XVI     | 1998 | Fiyi             | Samoa     | Tonga     |
| XVII    | 1999 | Samoa            | Fiyi      | Tonga     |
| XVIII   | 2000 | Samoa            | Tonga     | Fiyi      |
| XIX     | 2001 | Samoa            | Fiyi      | Tonga     |
| XX      | 2002 | Fiyi             | Samoa     | Tonga     |
| XXI     | 2004 | Fiyi             | Samoa     | Tonga     |
| XXII    | 2005 | Samoa            | Fiyi      | Tonga     |

## Posiciones
- Número de veces que las selecciones ocuparon la primera posición en todas las ediciones.

| Selección | Campeonatos Absolutos | Compartidos |
| --------- | --------------------- | ----------- |
| Samoa     | 10                    | 7           |
| Fiyi      | 4                     | 7           |
| Tonga     | 1                     | 6           |